# Menhir de la Pierre Bonde
Le menhir de Pierre Bonde est un menhir situé sur la commune de Corsept dans le département de la Loire-Atlantique.

## Description
Le menhir est constitué d'un bloc de granite à gros grains qui mesure 2,70 m de hauteur pour une largeur à la base de 1,45 m et une épaisseur moyenne de 1,30 m.
Le menhir est installé près d'un site d'extraction de jaspes et calcédoine qui fut exploité au Néolithique.

## Folklore
Selon la tradition, Gargantua, qui portait une grosse pierre sur son épaule, voulut sauter par dessus le ruisseau des Courillons mais la pierre qu'il portait tomba dans le ruisseau dont elle arrêta le cours provoquant la formation du marais actuel. Ainsi la pierre prit le nom de Pierre Bonde.